# Цимбалист Іван Єлисейович
Іва́н Єлисе́йович Цимбали́ст (15 (27) жовтня 1911, с. Мощенка Городнянського району Чернігівської області — 1 жовтня 1960, Чернігів) — учасник партизанського руху на Чернігівщині під час німецько-радянської війни 1941—1945. Герой Радянського Союзу (1944).
За фахом учитель. Член КПРС з 1938. У 1939—1940 і 1941 роках перебував у лавах Червоної армії. У вересні 1941, потрапивши у вороже оточення, вступив до Чернігівського обласного партизанського загону. Боєць, політрук саперного взводу, командир групи підривників у партизанських з'єднаннях під командуванням О. Ф. Федорова і М. М. Попудренка. Був членом Чернігівського підпільного обкому КП(б)У. Після війни був зайнятий партійною роботою, очолював Носівський райком Компартії України.